# Joaquín Stella
Joaquín Edgardo Stella (Buenos Aires, 14 de enero de 1942-Ib., 17 de octubre de 2017) fue un militar argentino perteneciente a la armada de su país que alcanzó la máxima jerarquía y la comandancia de esta fuerza.

## Origen e inicios
Joaquín Edgardo Stella nació en Buenos Aires el 14 de enero de 1942. Ingresó a la Armada Argentina el 15 de enero de 1957 e integró la Promoción 89 de la Escuela Naval Militar.

## Carrera
Joaquín Stella estuvo fuertemente vinculado al ámbito naval militar desde sus años de estudiante secundario. Cursó sus estudios de formación secundaria en el Liceo Naval Militar Almirante Guillermo Brown, los cuales terminó en 1959. Un año después ingresó a la Escuela Naval Militar, de la cual egresó cuatro años después como Guardiamarina de la Flota de Mar.
En 1983, el presidente Raúl Ricardo Alfonsín designó al por entonces capitán de fragata Joaquín Stella como edecán naval.
En la década de 1990 fue agregado naval en los Estados Unidos.

### Al frente de la Armada Argentina
En 10 de diciembre de 1999 asumió la Presidencia de la Nación Argentina Fernando de la Rúa, quien renovó la cúpula de las Fuerzas Armadas argentinas, tras ser investido como presidente.
El entonces jefe del Estado Mayor General de la Armada, almirante Carlos Alberto Marrón, fue pasado a retiro a los 13 días del mes de diciembre de 1999 y el cargo fue ocupado por el entonces vicealmirante Joaquín Edgardo Stella el mismo día. Luego Stella fue promovido a su jerarquía inmediata superior.

### Insubordinación
A mediados de julio de 2000 el titular del Centro de Oficiales de las Fuerzas Armadas (COFA), contralmirante (R) Alfredo Fernández, pronunció un agresivo discurso contra la gestión presidencial del presidente Fernando de la Rúa afirmando que: «La anarquía se está instalando en la Argentina.» «Bajo la toga se tolera la mentira sobre un supuesto plan sistemático comprobadamente inexistente.» «Se rebajan los haberes de quienes no podrán protestar, se combate la inseguridad atando las manos de quienes deberán velar por el orden público.» Estas declaraciones provocaron la inmediata reacción del ministro de Defensa Ricardo López Murphy quién citó al titular de la Armada, almirante Joaquín Stella, y le exigió «que, si ratifica esos dichos, lo sancione sin que le tiemble el pulso.» El 21 de julio de 2000, Fernández fue objeto de sanción con una veintena de días de arresto los cuales cumplió en el Batallón de Infantería de Marina N.º 3.

### Rumores de golpe de Estado
En el mes de abril de 2002 salieron a la luz unas investigaciones periodísticas en las cuales se demostraba que tanto el almirante Joaquín Stella como el teniente general Ricardo Guillermo Brinzoni (jefe del Ejército Argentino) mantuvieron reuniones con diversos empresarios durante marzo de 2002, pocos meses después de la crisis de diciembre de 2001 en Argentina que provocó la caída del gobierno del presidente De la Rúa. Dichos eventos suscitaron rumores sobre un posible golpe de Estado cívico militar. Aunque ambos jefes militares e incluso el jefe de la Fuerza Aérea Argentina, brigadier general Walter Domingo Barbero, que no estuvo involucrado en estas reuniones, salieron a desmentir dichos rumores. El jefe aeronáutico dijo que «Las armas que la Nación puso a nuestra custodia serán utilizadas únicamente cuando los poderes constitucionales así nos lo ordenen.» Por otra parte Stella, al ser interrogado sobre una posible interrupción del orden Constitucional afirmó que «Un golpe de Estado significaría la destrucción de las Fuerzas Armadas.» Mientras que el titular del Ejército Argentino se refirió a dichos rumores como «una gran fantasía»8.

### Malestar militar por avance de causas por violaciones a los derechos humanos
El 13 de agosto de 2002, el almirante Joaquín Stella y el teniente general Ricardo Brinzoni compartieron una reunión mantenida con el presidente Eduardo Alberto Duhalde, que fue interpretada como un «planteo militar al poder político». En dicho cónclave, los jefes militares le manifestaron el malestar militar existente en ambas fuerzas debido al avance de las causas judiciales por violaciones a los derechos humanos acontecidas durante el último régimen militar que vivió la Argentina, el Proceso de Reorganización Nacional.

### Relevo
Tras la asunción del presidente Néstor Carlos Kirchner, se produjo una gran purga entre los oficiales de mayor jerarquía de las fuerzas armadas. Uno de los relevados fue Joaquín Stella, junto a sus pares del Ejército y la Fuerza Aérea, Ricardo Brinzoni y Walter Barbero respectivamente.
El cargo de jefe de Estado Mayor General de la Armada quedó en manos del entonces contralmirante Jorge Omar Godoy, quien se convirtió en titular de la marina de guerra el 6 de junio de 2003.

## Fallecimiento
Joaquín Edgardo Stella falleció el 17 de octubre de 2017.